# روبرت إم. غودمان
روبرت إم. غودمان (بالإنجليزية: Robert M. Goodman)‏ هو عالم نبات أمريكي، ولد في 30 ديسمبر 1945.